# جون بي ديفين
جون بي ديفين (بالإنجليزية: John P. Devine)‏ هو قاضي ومحامي أمريكي، ولد في 3 أكتوبر 1958 في إنديانا في الولايات المتحدة.